# Legionarius (Római Birodalom)

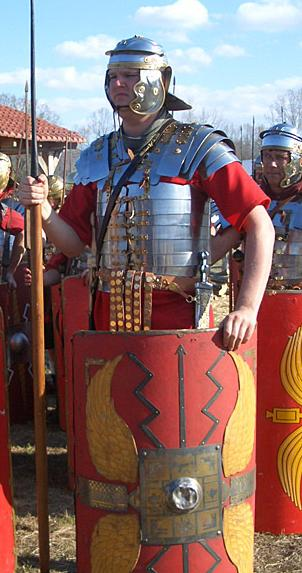
Római legionarius Kr. u. 1. századi felszerelésének modern rekonstrukciója

Legionarius vagy miles, a római legiók alapja, általában 45 év alatti írni és olvasni tudó, jó testfelépítésű római polgár. Augustus reformja állandó zsoldos hadsereget hozott létre, amelyben a légiósokat 25 év szolgálatra sorozták, a korábbi gyakorlattal szemben, amikor a légiók szabad hadköteles férfiakból álltak, akiket csak a hadjáratok idejére hívtak fegyverbe. A 20 évet leszolgált légiósok veteránná váltak, akik az utolsó öt évben már könnyebb szolgálatot teljesítettek. Azokat a katonákat, akik leszolgálták az idejüket, majd szabadságoltatásuk után visszatértek a legióba, evocativá nyilvánították és kiemelt zsoldot kaptak, azaz duplicariusszá lettek.

## A legionariusok felszerelése
A Marius féle hadseregreform óta ha egy legió ellenséges földön tartózkodott, a legionarius felszereléséhez tartozott egy hajítógerely - pilum- , egy lándzsa - hasta -, egy rövid kard gladius és egy rövid tőr pugio. Védelmét egy pajzs a scutum, vért - lorica -, amely lehetett lemezvért (lorica segmentata), láncing (lorica hamata) vagy apró lemezekből álló lorica squamata, és a sisak a cassis vagy galea biztosította.
A katonák hátukon vitték marius szamarát, ami egy T alakú bot volt.Ezen vitték menetfelszerelésüket:  egy pár katonai saru a caligaea menetbatyu a sarcina, ásó és két sudis vagyis cölöp a védelmi sáncok felépítéséhez, egy vizesbutykos, egy fonott kosár és körülbelül 14 napra elegendő élelem, melyet a hátán cipelt egy vízszintes hátizsákban. Ugyanebben a hátizsákban tartotta a személyes holmiját is. A felszerelés összesen 20–30 kg volt. Utalásként e teher cipelésére, a legionariusokat gyakran nevezték "Marius öszvérei"-nek. 8 emberre jutott egy öszvér, azon cipelték az őrlőköveket és a sátrakat.

## A kiképzés
A római hadsereg katonái különösen kemény kiképzésen mentek keresztül. A belépő újoncoknak hűséget kellett esküdniük a hadvezérnek, amely eskü szövegét később a császárnak tett hűségesküvé alakították. A kiképzés első szakaszában meg kellett tanulniuk írni, olvasni, számolni, menetelni és úszni. A kiképzés második szakaszában megtanultak tábort, utat, csatornát építeni. Emellett különböző foglalkozásokat is tanulhattak: lehettek földmérők, kőművesek, ácsok. A kiképzés harmadik évében fogtak fegyvert. Ügyeskedni kellett a katonáknak úszásban, dárdavetésben, vívásban, A legionariusokat állandó készültségben tartották. Naponta kétszer vitték ki gyakorlatozni őket, a fegyverforgatást kiváltképp a karddal és a hajítógerellyel gyakorolták. Havonta három alkalommal 30 km-es menetgyakorlatot tartottak teljes menetfelszerelésben. Megtanulták a harci és ostromtaktikákat, és a fegyelmezett zárt alakzatban való menetelést. 
Valójában a fegyelem volt az alapja a sikereiknek, és a fegyelmezetlenséget a centuriók keményen büntették. A fegyelmezetlenséget vesszőzéssel, az engedetlenséget fejadag csökkentéssel, a zendülés puszta gyanúját pedig minden – sorshúzás alapján kiválasztott – tizedik katona kivégzésével. Ez a büntetés volt a tizedelés (decimatio).

## A legionariusok típusai

### Munifex
Közlegények, azok a katonák akik a harc mellett kötelesek voltak ellátni minden egyéb szolgálatot is. Részt vettek a földmunkálatokban, tábort vertek, sáncot építettek és árkot ástak, vagy éppen őrszolgálatot teljesítettek.

### Immunes
Azok a katonák, akik fel voltak mentve bizonyos szolgálatok és kötelességek alól. Társaikhoz hasonlóan képzett legionarusok voltak, és szükség esetén bevetették őket is a szárnyak erősítésére. Többnyire azonban másodlagos feladatokat láttak el, mint a mérnök és ácsmunkák, vagy a tábori orvoslás. Az immunesek magasabb rangban álltak és nagyobb zsoldot kaptak, mint a légióban szolgáló közlegények.

### Evocati
Kiszolgált római katonák akik a Legatus felszólítására újra szolgálatba álltak. Ez a felszólítás volt az evocatio. Kipróbáltságukat és megbízhatóságukat a parancsnokok nagyra becsülték, rangban és zsoldban közvetlenül a centuriok után álltak és csak a harcban vetették be őket.

## A zsold
Marius hadseregreformja óta a legionariusoknak évente 225 denarius volt a zsoldjuk. Ez változatlan maradt egészen Domitianusig, aki 300 denariusra emelte. Az állandóan emelkedő infláció miatt a 2. évszázad során nem volt különösebb emelés, majd Septimius Severus 500 denariusra emelte a legionariusok zsoldját. Ezt kiegészítették a különböző hadjáratokból zsákmányolt javak.
Augustus uralkodásától az idejüket leszolgált katonákat egy darab földdel vagy 3000 denarius járadékkal jutalmazták szolgálataikért. Ezen járandóság összegét Caracalla idején 5000-re emelték.
A zsoldból a legionarius maga vette meg élelmét, erre zsoldja 1/3 részét költötte.( ld. Usborne. A rómaiak. Park Kiadó, Bp 1997 23.o)